# Rockvaktmästare
Rockvaktmästaren, den gamla tidens dörrvakt eller entrévärd. Rockvaktmästaren kontrollerar att de som kommer in har rätt ålder och att de inte är berusade. 
På restauranger kunde rockvaktmästare ibland skämtsamt benämnas tamburmajor.